# Popis bugarskih vladara
Ovo je popis bugarskih vladara od osnivanja bugarske države 681. godine do 1946. godine kada je monarhija srušena.

## Prvo Bugarsko Carstvo (681 – 1018.)

### Klan Dulo
- Asparuh (681. – 701), naselio se u Meziji 680./1
- Tervel (701. – 721.)
- Kormesij (721. – 738.)
- Sevar (738. – 753.)

### Klan Ukil
- Kormisoš (753. – 756.)
- Vineh (756. – 762.)
- Telec (762. – 765.)
- Sabin Bugarski (765. – 766.), umro u izbjeglištvu poslije 765.

### Klan Ugain
- Umor Bugarski (766.)
- Toktu (766. – 767.)
- Pagan Bugarski (767. – 768.)
- Telerig (768. – 777.), umro u izbjeglištvu poslije 777.
- Kardam (777. – poslije 797.)

### Klan Dulo
- Krum (802. – 814.)
- Omurtag (814. – 831.)
- Malamir (831. – 836.)
- Presijan I. (836. – 852.)
- Boris I., kršteno Mihajlo, svetac (852. – 889.), prihvatio kršćanstvo 864., umro kao redovnik 2. svibnja 907. godine
- Vladimir (889. – 893.), umro 893. ili poslije
- Simeon (893. – 27. svibnja 927.), car od 913., stvorio patrijaršiju oko 925. godine
- Petar I. Sveti (927. – 969.), umro kao redovnik 30. siječnja 970. godine
- Boris II. Bugarski (969. – 977.), u bizantskom zarobljeništvu od 971. do 977. godine
- Roman Bugarski (977. – 997.), u bizantskom zarobljeništvu od 991. do 997. godine
- Samuilo (997. – 6. listopada 1014.)
- Gavril Radomir (1014. – 1015.)
- Ivan Vladislav (1015. – 1018.)
- Presijan II. (1018.), umro 1060./1?

## Bizantska vlast (1018. – 1185.)
Pobunjenici protiv bizantske vlasti
- Petar II. Deljan (1040. – 1041.)
- Alusijan (1041.), umro poslije 1041.
- Petar III. Bodin (1072.), umro kao kralj Zete oko 1106.godine

## Drugo Bugarsko Carstvo (1185. – 1422.)

### Aseni
- Petar IV. (1185. – 1197.)
- Ivan Asen I. (1189. – 1196.)
- Kalojan (1196. – 1207.)
- Boril (1207. – 1218.), umro poslije 1218.
- Ivan Asen II. (1218. – 24. lipnja 1241.), vratio patrijaršiju 1235.
- Kaliman Asen I. (24. lipnja 1241. – 1246.)
- Mihael Asen I. (1246. – 1256.)
- Kaliman Asen II. (1256.)
- Mićo Asen (1256. – 1257.), umro u izbjeglištvu prije 1277./8.
- Konstantin I. Tih  (1257. – 1277.)
- Mihael Asen II. (1277. – 1279.,udružen od oko 1272.), umro u izbjeglištvu poslije 1302. godine
- Ivajlo (1278. – 1279.)
- Ivan Asen III. (1279. – 1280.), umro u izbjeglištvu 1303.

### Terteri
- Georgije Terter I. (1280. – 1292.), umro 1308/9.
- Smilec (1292. – 1298.)
- Ivan II. (1298. – 1299.), umro kao redovnik prije 1330. godine
- Čaka (1299. – 1300.)
- Teodor Svetoslav (1300. – 1322., udružen od oko 1285. – 1289.)
- Georgije Terter II. (1322. – 1323., udružen od oko 1321.?)

### Šišmani
- Mihael Asen III. sin Šišmana (1323. – 31. srpnja 1330.)
- Ivan Stefan (31. srpnja 1330. – 1331., od oko 1323. – 1324.), umro u izbjeglištvu poslije 1343.godine
- Ivan Aleksandar (1331. – 17. veljače 1371.)
- Mihael Asen IV. (od oko 1332. – 1355.)
- Ivan Sracimir (1356. – 1397. u Vidinu, u savezu od 1337.)
- Ivan Asen IV. (u savezu od 1337. – 1349.)
- Ivan Šišman (17. veljače 1371. – 3. srpnja 1395. u savezu od oko 1356.), izgubio Trnovo 1393.godine
- Ivan Asen V. (u savezu od 1359. – 1388.(?)
- Konstantin II. (1397. – 1422. u Vidinu, u savezu od oko 1395.), umro u izbjeglištvu 17. rujna 1422. godine

(Osmansko osvajanje počelo je 1369. i završeno je 1422. godine)

## Osmanska vlast (1393. – 1878.)
Pobunjenici protiv osmanske vlasti:
- Šišman ІІI, (1598.), član dinastije Šišmani
- Rostislav Stratimirović, (1686.), član dinastije Šišmani

## Treća Bugarska država (1878. – 1946.)
- Aleksandar I. (4. travnja 1879. – 7. rujna 1886.), umro u izbjeglištvu 17. studenoga, 1893. godine

(Međuvlast) (8. rujna 1886. – 7. srpnja 1887.) 
- Ferdinand I. (7. srpnja 1887. – 3. listopada 1918.), umro u izbjeglištvu 10. rujna 1948.
- Boris III. (3. listopada 1918. – 28. kolovoza 1943.)
- Simeon II. (28. kolovoza 1943. – 16. rujna 1946.)

Monarhija srušena 1946. godine.
Nominalni bugarski car
- Simeon II. (1946.–do danas)

## Vanjske poveznice
- Detailed list of Bulgarian rulers (PDF)  Arhivirana inačica izvorne stranice od 16. listopada 2015. (Wayback Machine)